# Gombóc tündér
A Gombóc tündér magyar televíziós élőszereplős-bábfilmsorozat, amely főszereplője Gombóc tündér. Marionett báb technikával készült. A sorozat első adása 1964-ben került képernyőre.

## A tv-sorozat születése
A hatvanas évek elejének sztárja, Gombóc tündér, egy krepp papírból készült repkedő kis kotnyeles tündér báb volt, aki Bródy Vera tervező - mesélő körül járkált, piszkálódott, kérdezgetett. Ugyanis úgy alakult a történet, hogy Bródy Vera gombokból, fonalakból, pálcikákból figurákat, játékokat készített és közben mesélte az aznapi esti mesét.
Bálint Ágnes a szerkesztő csak a mese fordulatait adta meg, Verának kellett alakítani a cselekmény, miközben a szereplőket formálta az asztalon levő kellékekből, ráadásul az ott kotnyeleskedő Gombóc szintén beleszólt mindenbe.
Kétféle báb játszotta Gombóc tündér szerepét. Egyikük marionett figura volt, vagyis zsinórokkal mozgatta Kiss István egy létra tetején állva. A másik, a hangot is adó változat kesztyűs báb volt. Az ő mozgatója Havas Gertrúd, aki az asztal alatt kuporgott s miközben Bródy Vera a kamerával szemben ült és figurákat alkotott és mesélt, ÉLŐ ADÁSBAN. Trudi jó szokásosához híven mindent megtett, hogy megnevettesse. Sóhajtozott, hümmögött, váratlan kérdéseket és megjegyzéseket tett. Kettejük játéka nyomán lett Gombóc tündér és a hozzá kapcsolódó esti mese olyan szerethető

## Szereplők
| Szereplő         | Színész            | Szinkronhang       |
| ---------------- | ------------------ | ------------------ |
| önmaga           | Tamási Eszter      | Tamási Eszter      |
| Kormos vendég    | Elekes Pál         | Elekes Pál         |
| Szereplő         | Bábszínész         | Szinkronhang       |
| Gombóc Tündér    | Bölöni Kiss István | Havas Gertrúd      |
| Bebújnoki Eduárd | Bölöni Kiss István | Bölöni Kiss István |
| Kandúr           | Bölöni Kiss István | Bölöni Kiss István |
| Veréb Voldemár   | Bölöni Kiss István | Bölöni Kiss István |

## Közreműködők
- Szerkesztő: Bálint Ágnes
- Rendezte: Kende Márta
- Bábtervező: Bródy Vera
- Operatőr: Czóbel Anna, Király Erzsébet

Készítette a Magyar Televízió.

## Epizódok
| Sor. | Év. | Cím                   | Premier              |
| --- | --- | --------------------- | -------------------- |
| 1. | 1.  | Cinegefészek          | 1968. szeptember 26. |
| Gombóc tündér a padláson szeretne berendezkedni és máris rengeteg ötlete van, hogy mit mire használna. Eszti megígéri, hogy segít neki. Könyveket is találnak, így együtt nézegetve, olvasgatva ismerik meg a cinegefészek titkait.                                                                                            |     |                       |                      |
| 2. | 2.  | A zsákmány            | 1968. október 3.     |
| Tamási Eszter színésznő Gombóc tündért keresi a padláson, aki épp egy léggömböt talált magának. Csakhogy a léggömböt valaki elvesztette. Vajon meg lehet-e találni a tulajdonosát és szabad-e makacskodni egy léggömbbel a kezünkben?                                                                                          |     |                       |                      |
| 3. | 3.  | A kormos vendég       | 1968. szeptember 19. |
| Gombóc tündér egy kéményseprővel találkozik a padláson, akivel szóba elegyedik és kifaggatja a történetéről. Mivel a szerencsehozót nemigen kell biztatni a mesélésre, vidáman töltik együtt a délutánt. |     |                       |                      |
| 4. | 4.  | A kémény titka        | 1968. szeptember 5.  |
| Gombóc tündér a padláson találkozik Bebújnoki Eduárd egérrel, aki rághatnékjában épp egy szép régi képeskönyvet tesz tönkre. A kezdeti összezörrenés ellenére összeismerkednek és később együtt élvezik a kéménylyukban rejtőző egérmozi érdekességeit.                                                                        |     |                       |                      |
| 5. | 5.  | A modern tündér       | 1968. október 10.    |
| Gombóc tündér a padláson lévő gramofonon hallgat zenét és táncol. Amikor Eszti betoppan egy kis süteménnyel, nem ismer rá, mert parókát hord és a ruhái is megváltoztak. Ki is fejti, hogy a változás oka az, hogy ő most már modern tündér...                                                                                 |     |                       |                      |
| 6. | 6.  | A régi lakók          | 1968. október 17.    |
| Nagy az izgalom a padláson: Gombóc tündér új játékait szállítják. Egérkét hívja segítségül, hogy szépen be tudja rendezni új otthonát. Pakolás közben nem is sejti, hogy a sok "ócskaság" a régi lakók számára egy-egy fontos emléket jelentenek...                                                                            |     |                       |                      |
| 7. | 7.  | A kalap               | 1968. október 31.    |
| Gombóc tündér játék közben egy régi szalmakalap alá szorul, ahonnan végül egér barátja menti meg. Csakhogy amikor az egereket ok nélkül szidalmazzák, a tündér nem áll ki kis barátai mellett... |     |                       |                      |
| 8. | 8.  | Madár a kalitkában    | 1968. október 24.    |
| Gombóc tündér minden áron egy kismadarat akar fogni, hogy bezárja a kalitkába. Csakhogy a kismadárnak nem tetszik a rabság, s egy ügyes csellel fordít a helyzeten. A kalitkából csak Eszti segítségével szabadul ki végül a tündér.                                                                                           |     |                       |                      |
| 9. | 9.  | A csillagszemű juhász | 1965. február 8.     |
| Tamási Eszter színésznő mesélne, ha Gombóc tündér nyugton maradna egy percre. Mikor végre sikerül az összes kérdését megválaszolni, folytatódik is a mese. Ma Kolozsvári Grandpierre Emiltől A csillagszemű juhász, aki sok próbát kiáll míg végül elnyeri a királykisasszony kezét.                                           |     |                       |                      |
| 10. | 10. | A hegy meg az árnyéka | 1965. április 30.    |
| Tamási Eszter színésznő mesélne, ha Gombóc tündér nyugton maradna egy percre. Mikor végre sikerül az összes kérdését megválaszolni, folytatódik is a mese. Ma Mészöly Miklóstól A hegy árnyékát hallhatjuk, amelyből egy kopasz hegy történetén keresztül megismerjük a gőgösség hátulütőit.                                   |     |                       |                      |
| 11. | 11. | A szemüveg            | 1968. szeptember 12. |
| Gombóc tündér minden áron látni szeretné a tévénézőket, ám ez csak a télapó varázsszemüvegével lenne lehetséges. Szerencsére a fiókból előkerül és máris láthatóvá válnak a nézők a kis tündér számára: van aki orrot túr, aki nyelvet nyújt a testvérére, aki malac módra vacsorázik... de Gombócnak sem árt példát mutatnia. |     |                       |                      |
| 12. | 12. | Holnap iskola         | N/A                  |
| Tamási Eszter színésznő mesélne, ha Gombóc tündér engedné. Holnap ugyanis kezdődik az iskola és az esti mese is ehhez kapcsolódik. |     |                       |                      |

## Érdekességek
- Bródy Vera úgy emlékszik, hogy a létra tetején a marionett figurával Koós Iván,  kiváló tervező társa állt. Ez bizonyára előfordult egy - egy alkalommal, de több élő tanú állítja, hogy az állandó partner B. Kiss István bábművész volt.